# Zequinha
José Ferreira Franco, plus connu sous le nom de Zequinha, était un footballeur international brésilien né le 18 novembre 1934 au Brésil et mort le 25 juillet 2009. Il jouait au poste de milieu de terrain.

## Biographie

### Carrière de joueur
Il fait la plus grande partie de sa carrière à Palmeiras, de 1958 à 1968, excepté l'année 1965 où il joue pour le club de Fluminense. Avec Palmeiras, il remporte 3 championnats de São Paulo. Après être passé par l'Atlético Paranaense, puis au Náutico Capibaribe, où il finit sa carrière. 

### En équipe nationale
Zequinha a été sélectionné 16 fois en équipe nationale et a inscrit 2 buts. Il était dans l'équipe du Brésil qui a remporté la Coupe du monde de football de 1962 en restant un remplaçant inutilisé.